# Lluís Domènech i Montaner
Lluís Domènech i Montaner   (Barcelona, 21 de desembre de 1850 - Barcelona, 27 de desembre de 1923) fou un arquitecte, historiador, humanista i polític català, dissenyador de tipografies i enquadernacions de llibres i il·lustrador. Fou un dels principals protagonistes del modernisme català. Com a arquitecte es va avançar a les propostes arquitectòniques europees, amb un llenguatge innovador i una arquitectura fonamentada en un nou concepte integrador de totes les arts. Algunes de les seves obres són Patrimoni de la Humanitat.
Va formar deixebles com Gaudí, Puig i Cadafalch, Raspall, Oms, Falguera, Josep Coll i Vilaclara o Jujol. Compromès políticament amb el catalanisme va ser un impulsor polític del catalanisme, ja que impulsà la Lliga Regionalista que seria en pocs anys força hegemònica a Catalunya. Alhora arribà a ser diputat a les corts espanyoles amb la candidatura dels quatre presidents en uns moments molt complexos derivats del marasme polític espanyol vora el 1898. Va combinar el treball amb els estudis d'heràldica i art romànic, estudis que realitzà en gran part als darrers anys de la seva vida al seu estudi de la Masia Rocosa, antic mas del segle xvii, propietat de la família Montaner i situada al costat de la Casa Domènech, residència familiar dels Domènech i Montaner a la vila de Canet de Mar i actual seu de la Casa Museu Lluís Domènech i Montaner.

## Estudis i docència
Nascut al carrer de Ferran núm. 40 de Barcelona, era el quart fill de Pere Domènech i Saló, un editor i enquadernador de prestigi i de Maria Montaner i Vila, que pertanyia a una família acomodada de Canet de Mar, població on va residir sovint a la seva casa-estudi avui convertida en museu. Després d'estudiar ciències fisicomatemàtiques, va estudiar la carrera d'arquitectura a Barcelona i a l'escola d'arquitectura de la Real Academia de Bellas Artes de San Fernando de Madrid, on es titulà el 13 de desembre de 1873.
Quan va acabar els estudis, viatjà juntament amb el seu amic Josep Vilaseca per França, Suïssa, Itàlia, Alemanya i Àustria, per conèixer les tendències arquitectòniques.
El 1875, només crear-se l'escola d'arquitectura de Barcelona, s'hi incorporà, junt amb el seu amic Josep Vilaseca, com a professor de topografia i mineralogia. El 1877 va obtenir la càtedra de «Coneixement de materials i aplicació de les ciències fisicoquímiques a l'arquitectura». El 1899 fou nomenat catedràtic de «Composició d'edificis» i professor de projectes. El 1900 fou director de l'escola d'arquitectura, i entre 1901-1905 fou substituït per Joan Torras i Guardiola, període en què Domènech va estar a Madrid com a diputat. Va tornar a ocupar el càrrec entre 1905-1920. Va exercir de docent durant 45 anys i així va tenir una influència considerable sobre com havia de ser el modernisme a Catalunya. Amb el seu company Antoni Maria Gallissà hi instal·là després un taller de perfeccionament de les arts decoratives aplicades a l'arquitectura.

## Col·laboracions literàries
Domènech va col·laborar amb les principals publicacions catalanes: La Renaixença, Lo Catalanista, Revista de Catalunya, El Diluvio i La Veu de Catalunya. El 1904, arran d'un desacord amb Cambó, va abandonar la col·laboració a La Veu de Catalunya i va fundar el setmanari El Poble Català. També va publicar nombrosos llibres, uns sobre tècnica (Historia general del arte: arquitectura, 1886; Iluminación solar de los edificios, 1877) i altres d'assaig («La política tradicional d'Espanya», 1898; "Estudis polítics», 1905, «Conservació de la personalitat de Catalunya», 1912, «La Política tradicional d'Espanya: com pot salvar-se'n Catalunya», 1919).

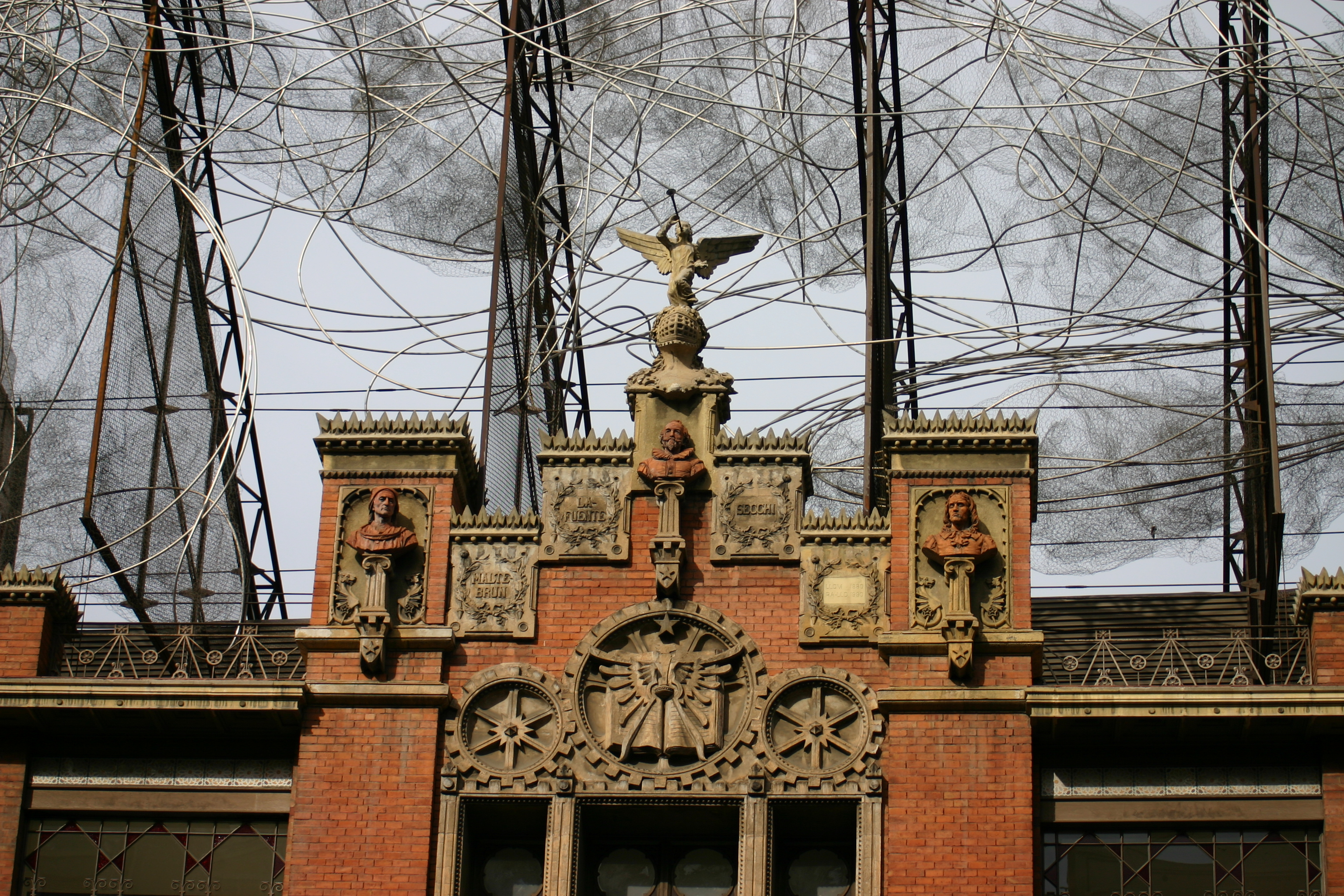
Edifici Montaner i Simon, avui seu de la Fundació Antoni Tàpies

El 1878, Domènech i Montaner va escriure un article titulat «A la cerca d'una arquitectura nacional», publicat el 28 de febrer a la revista La Renaixença, que marcava el camí per una arquitectura moderna i nacional catalana. En aquest article, classificava les tendències entre classicisme, eclecticisme i medievalisme, totes tres caracteritzades pel romanticisme retrògrad que utilitzava l'arquitectura com a mitjà per a crear ambientacions literàries. Davant aquesta posició, Domènech afirmava voler constituir una nova arquitectura fonamentada en el mitjà físic, geogràfic, de país, amb una voluntat ideològica. Aquests pensaments van ser incorporats per altres arquitectes en unes primeres obres que trencaven amb el passadismes. Les primeres foren: la Casa Vicens, de Gaudí (1878 a 1880); el Biblioteca Museu Víctor Balaguer, a Vilanova i la Geltrú, obra de Josep Fontserè i Mestre (1882); l'Acadèmia de Ciències, de Domènech i Estapà (1883); les indústries d'Art Francesc Vidal, obra de Josep Vilaseca (1884), i l'Editorial Montaner i Simon, del mateix Domènech i Montaner (1881-1884).
També destaquen les seves col·laboracions editorials. Fou director de la Biblioteca Artes y Letras, que publicava l'editorial Domènech, l'empresa familiar per la qual dissenyà moltes cobertes de llibres, i que incloïa els millors escriptors del país i traduccions de les obres més importants de la cultura europea del moment. Entre 1886 i 1897, l'editorial Montaner i Simon va publicar, sota la direcció de Domènech, la monumental Historia General del Arte amb una primera part escrita i il·lustrada per Domènech i continuada per Josep Puig i Cadafalch.
En companyia dels seus amics Antoni M. Gallissà i Josep Font i Gumà i amb membres del Centre Excursionista de Catalunya va visitar les esglésies romàniques de diversos indrets de Catalunya; el 1904, les del Pallars, la Ribagorça i la Cerdanya; el 1905, les del Ripollès, el Gironès, el Vallespir, el Rosselló i la Vall d'Aran i, finalment, el 1906 van visitar les esglésies de l'Empordà, que presentaven un estil que va anomenar el primer romànic. Domènech preparava així el material per als seus treballs sobre art romànic i dotava l'Escola d'Arquitectura d'un fons fotogràfic important.

## Polític
Políticament, s'inicià de molt jove i el 1870 participà en la fundació de la Jove Catalunya i del Centre Català, grup del qual se separà el 1887. Ingressà a la Lliga de Catalunya, de la qual fou president el 1888, i el 1891 fundà la Unió Catalanista, partit del qual l'any 1892 fou el primer president, amb Enric Prat de la Riba com a secretari. Aquell mateix any presidí l'assemblea que va redactar les Bases de Manresa, document que posava els fonaments per a la devolució de les constitucions catalanes.
Va seguir una política de col·laboració amb Polavieja, qui defensava les reivindicacions regionalistes. També fou un dels signants del Manifest a la reina regent de 1898. L'any següent, s'incorporà al Centre Nacional Català que, el 25 d'abril de 1901, en fusionar-se amb la Unió Regionalista, es constituí en la Lliga Regionalista. La Lliga estava formada per sectors de la burgesia i per les classes mitjanes decebudes del polaviejisme i mobilitzades pel Tancament de Caixes; defensava una Catalunya lliure, forta i autònoma.
El compromís de Domènech amb la defensa de la identitat del país el decidí a presentar-se a les eleccions legislatives del 19 de maig de 1901 amb la peculiar candidatura dels «quatre presidents». Va ser reelegit el 1903, però es mostrà disconforme amb l'actuació de Cambó durant la visita del rei Alfons XIII a Barcelona (1904). Hom pensa que ell va ser l'autor de l'article anònim titulat «Fivallers de guardarropia» aparegut el 14 d'abril de 1904 a la revista Joventut; se separà de la Lliga Regionalista i fundà el setmanari El Poble Català entorn del qual s'organitzà Esquerra Catalana. Socialment conservador, però, se n'anà distanciant i acabà dedicant-se a la investigació arqueològica i a la història, fruit de la qual foren les obres Centcelles. Baptisteri i celle[r]: memòria de la primitiva església metropolitana de Tarragona (1921), Història i arquitectura del monestir de Poblet (1925), La iniquitat de Casp i la fi del Comtat d'Urgell (1930) i Ensenyes nacionals de Catalunya (1936), les tres darreres publicades pòstumament, amb la col·laboració del seu fill Fèlix Domènech i Roura.
La seva actuació política i la tasca d'investigador el portaren tres vegades a la presidència de l'Ateneu Barcelonès (1898, 1911 i 1913). El 1881 fou mantenidor dels Jocs Florals, i el 1895 en fou president. Fou membre de l'ara denominada Reial Acadèmia Catalana de Belles Arts de Sant Jordi (1901) i ingressà a l'Acadèmia de Bones Lletres (1921).

## Arquitecte

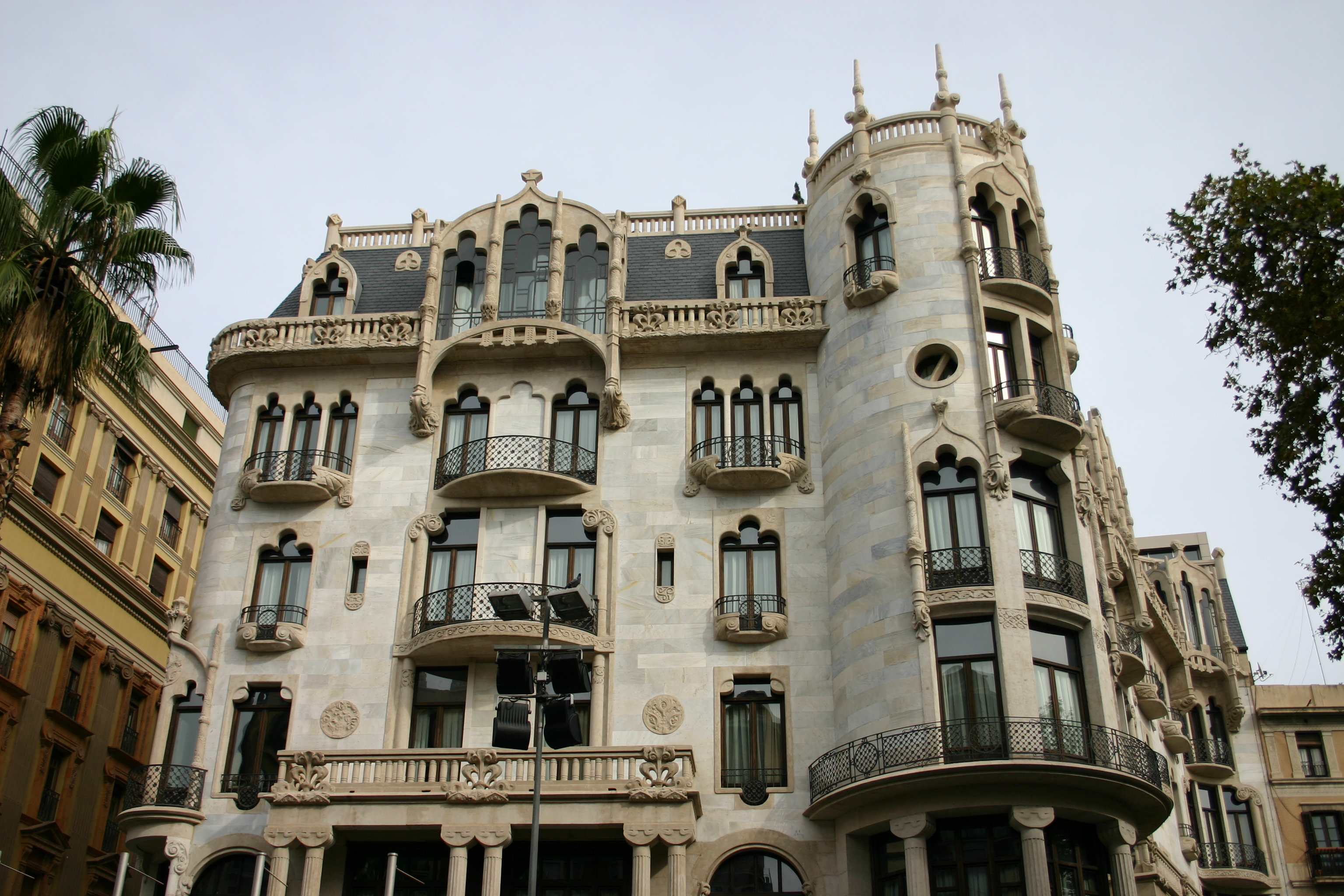
Casa Fuster

Com a arquitecte, Domènech i Montaner va realitzar edificis en els quals es combina una racionalitat estructural amb elements ornamentals extraordinaris, inspirats en els corrents arquitectònics hispanoàrabs i en les línies corbes pròpies del modernisme.
Els seus edificis es van anticipar als corrents arquitectònics del seu temps, com l'ús d'estructures de ferro i la utilització total del maó vist, incorporant una profusió de mosaics, ceràmiques i vidres policromats, disposats amb exquisida harmonia, que els confereixen un aspecte grandiós.
Des de la seva posició de director de l'Escola d'Arquitectura va impulsar un estil que hi adaptaren molts dels seus alumnes. Puig i Cadafalch el considerava «l'home d'un període i una escola artística, que ha estat el ressò de desenvolupaments artístics d'altres països adaptant-los amb un caràcter especial propi, amb un caràcter innovador».
Amb el pas del temps, i contràriament al que feien altres arquitectes del modernisme, Domènech i Montaner va tendir a realitzar edificis més lleugers, eliminant material en les estructures però mantenint l'ornamentació com a element de primer ordre.

### Premodernisme
Només llicenciar-se va viatjar per Europa amb Josep Vilaseca i es va sentir atret per l'arquitectura prussiana. Aquesta influència i, especialment la de la personalitat de Vilaseca, imprimiren un caràcter innovador, però alhora simètric, rigorosament germànic.
El panteó de Clavé, la casa Montaner a la ronda Universitat i el nonat projecte de les institucions provincials d'instrucció pública, obres de Domènech anteriors a 1878, any de publicació del seu manifest A la recerca d'una arquitectura nacional, tenen aquesta influència i es poden considerar de l'etapa premodernista.
Precisament l'edifici Montaner i Simon (1879-1885) va ser la seva primera obra posterior al manifest i incorpora l'ús de solucions decoratives mudèjars sense abandonar la influència i simbologia germànica. Domènech s'avança a les manifestacions europees, marcant de manera clara i vehement un llenguatge innovador, en un programa arquitectònic que es fonamenta en un nou concepte integrador de totes les arts. Fou un encàrrec del seu oncle Ramon Montaner i Vila qui també li encarregà el seu habitatge a Barcelona, el Palau Ramon Montaner, i reformes al Castell de Santa Florentina, la seva residència a Canet de Mar.

### Modernisme

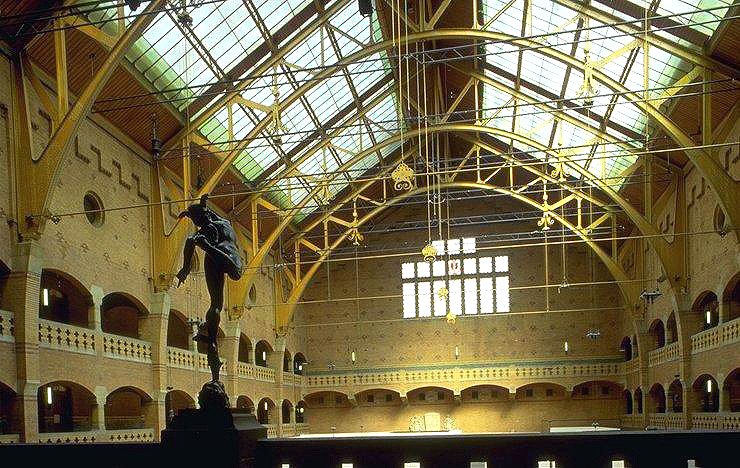
Borsa d'Amsterdam d'Hendrik Petrus Berlage, inspirada en les tècniques de ferro vist i maó

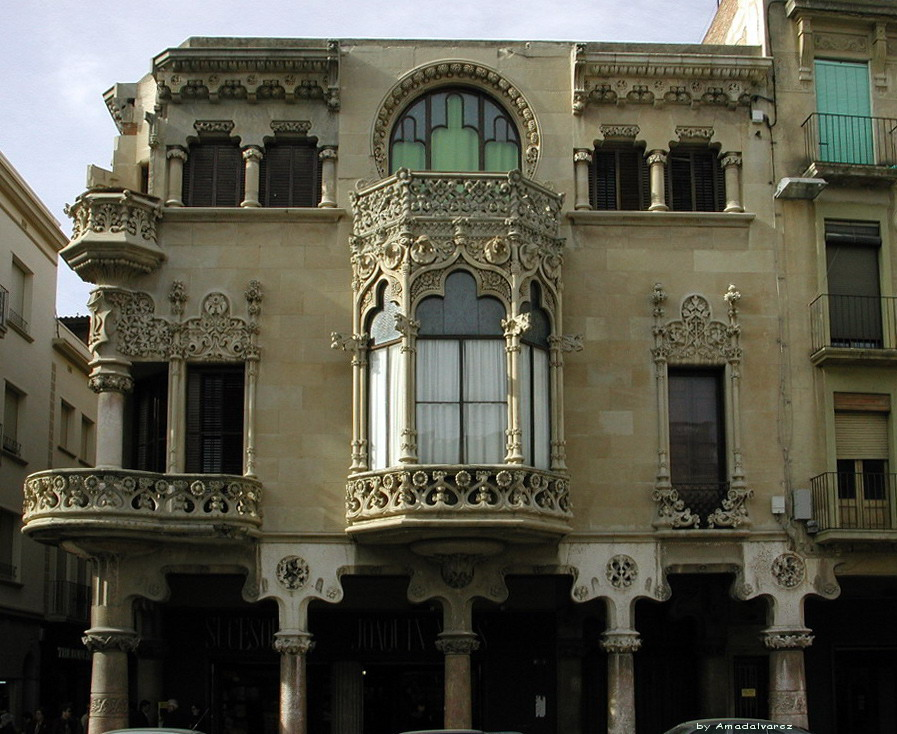
Casa Navàs

Amb motiu de l'Exposició Universal de 1888 rep diversos encàrrecs fruit de la bona amistat amb Elies Rogent, director de l'Escola d'arquitectura i de les obres de l'exposició. Domènech va ser vocal de la comissió de mineria, arquitecte director de la secció cinquena dedicada a obres de millora del Parc de la Ciutadella, va fer la reforma de la Casa de la Ciutat per poder hostatjar la família reial durant el certamen i, sens dubte els més coneguts, foren la construcció del desaparegut Hotel Internacional realitzat en un temps rècord de 53 dies i el cafè-restaurant conegut com el Castell dels Tres Dragons (que fou Museu de Zoologia de Barcelona). És l'edifici que millor expressa les noves tendències i és considerat com el començament de l'etapa modernista. L'edifici té una volumetria clara amb uns paraments nets i unes obertures ben compostes. Amb un aire industrial en l'ús dels materials, Domènech fa servir maó vist amb formes arestades. Fa servir el ferro també vist, en una estructura contundent i compacta, en la implantació de l'edifici i àgil i transparent en la part alta en forma de baranes i una coberta amb agulla. L'interior és un espai obert amb dos arcs que suporten una coberta esglaonada simètrica. Domènech incorporà les millors arts aplicades i solucions ornamentals que esdevindran permanents, com les corones florejades dels capitells. Compta amb la ceràmica de la fàbrica Pujol i Bausis amb disseny d'Antoni M. Gallissà, Josep Llimona, J.A. Pellicer i Alexandre de Riquer i els vitralls (ara perduts) d'Antoni Rigalt i Blanch. Aquestes tècniques, experimentades anteriorment a l'edifici Montaner i Simon, varen inspirar a Berlage en l'edifici de la borsa d'Amsterdam.
Posteriorment, desenvolupà habitatges particulars com les cases Navàs i Rull a Reus; la Lleó Morera, la casa Thomas a Barcelona o la casa Solà Morales a Olot. En totes va practicar una visió integral del modernisme, amb un desenvolupament intens de les arts aplicades, especialment l'escultura, el mosaic i els vitralls.
La casa Navàs, un habitatge unifamiliar que és una autèntica obra al servei d'un concepte fruit de l'encàrrec del propietari. Cada element de la decoració i del mobiliari estan fets per encaixar perfectament en una arquitectura integral. La Lleó Morera, seguint el precedent de la Navàs, és la culminació de les factures d'artistes consagrats i habituals col·laboradors de Domènech i Montaner, com Bru, Maragliano, Homar, Rigalt i Josep Pey.

### Les grans construccions

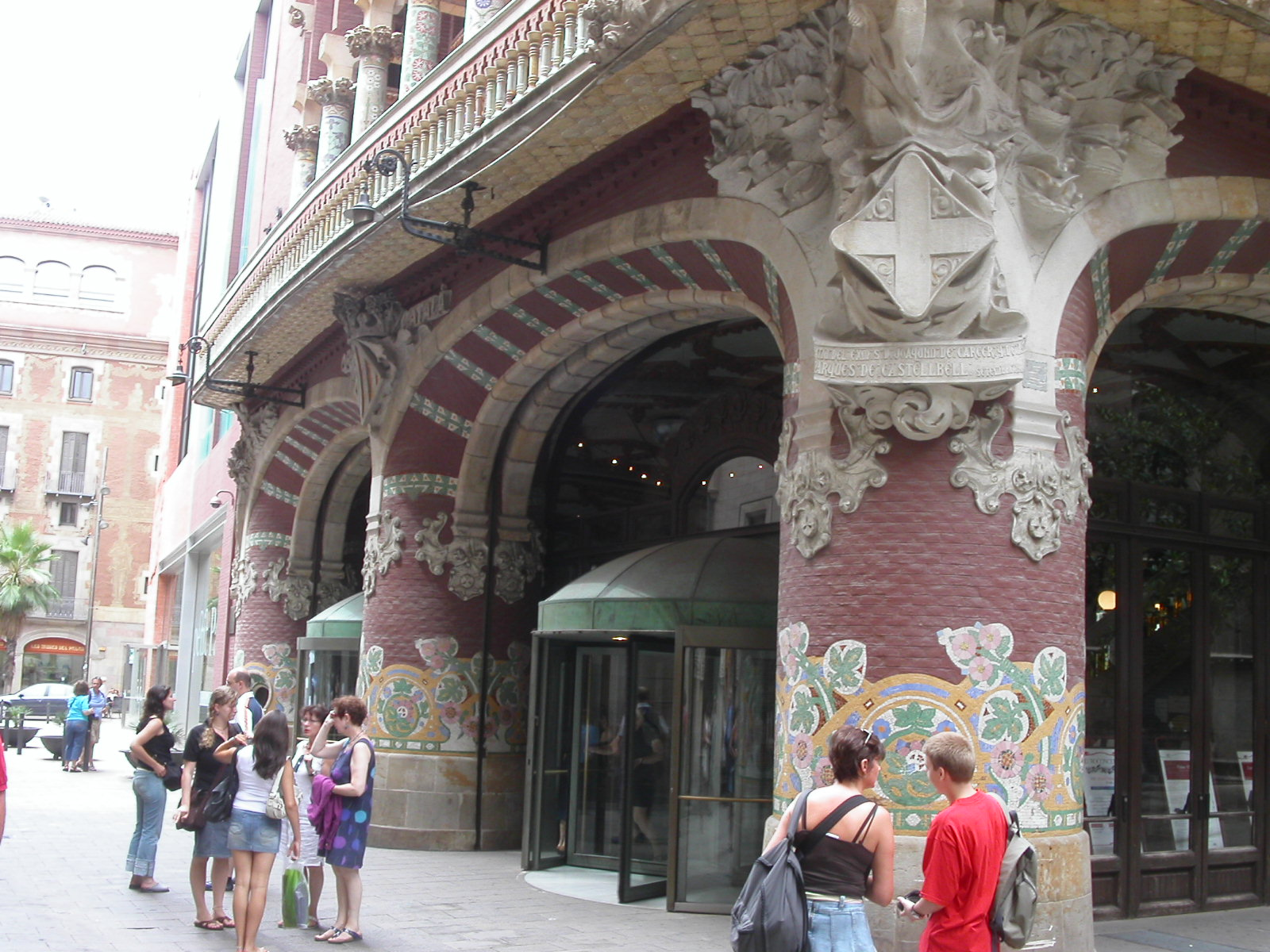
Palau de la Música Catalana, entrada

En la plenitud de la seva carrera professional, Domènech i Montaner afronta les obres més grans, elaborades i reconegudes. Solapades en el seu procés de realització, Domènech treu profit de les pròpies experiències. Bona part dels coneixements i innovacions tècniques del restaurant de l'Exposició (Castell dels Tres Dragons) els va utilitzar al disseny i construcció del Palau de la Música i, els conceptes avantguardistes aplicats al Pere Mata, van ser seguits i millorats a l'hospital de Sant Pau.
Pel que fa al reconeixement, el Palau de la Música Catalana i l'hospital de Sant Pau van ser premiats al Concurs anual d'edificis artístics de l'Ajuntament de Barcelona dels anys 1905 i 1913, respectivament. Posteriorment, la UNESCO els va catalogar com Patrimoni de la Humanitat.

#### L'Institut Pere Mata
Abans de finalitzar el segle xix, en plena maduresa del modernisme, Domènech va construir a Reus l'Institut Pere Mata (1897-1919). És un exemple de l'arquitectura al servei de les persones, sense descuidar l'estètica. Iniciat amb el suport de Pau Font de Rubinat, va significar la presentació d'un model avançat de prestació mèdica, en un moment d'incipient sensibilitat per una visió social de la salut. Format per pavellons aïllats, desenvolupats a partir d'una ordenació urbana, on totes les possibilitats d'atenció al malalt estaven contemplades, Domènech disposa un llenguatge ornamental on la natura, endinsant-se per les estances mitjançant models de vitralls, ceràmiques i mosaics, s'instrumenta com un element benefactor de l'ànima. Uns anys més tard, utilitzarà el coneixement d'aquesta obra per al disseny, mèdicament innovador, de l'Hospital de Sant Pau.

#### ElPalau de la Música Catalana

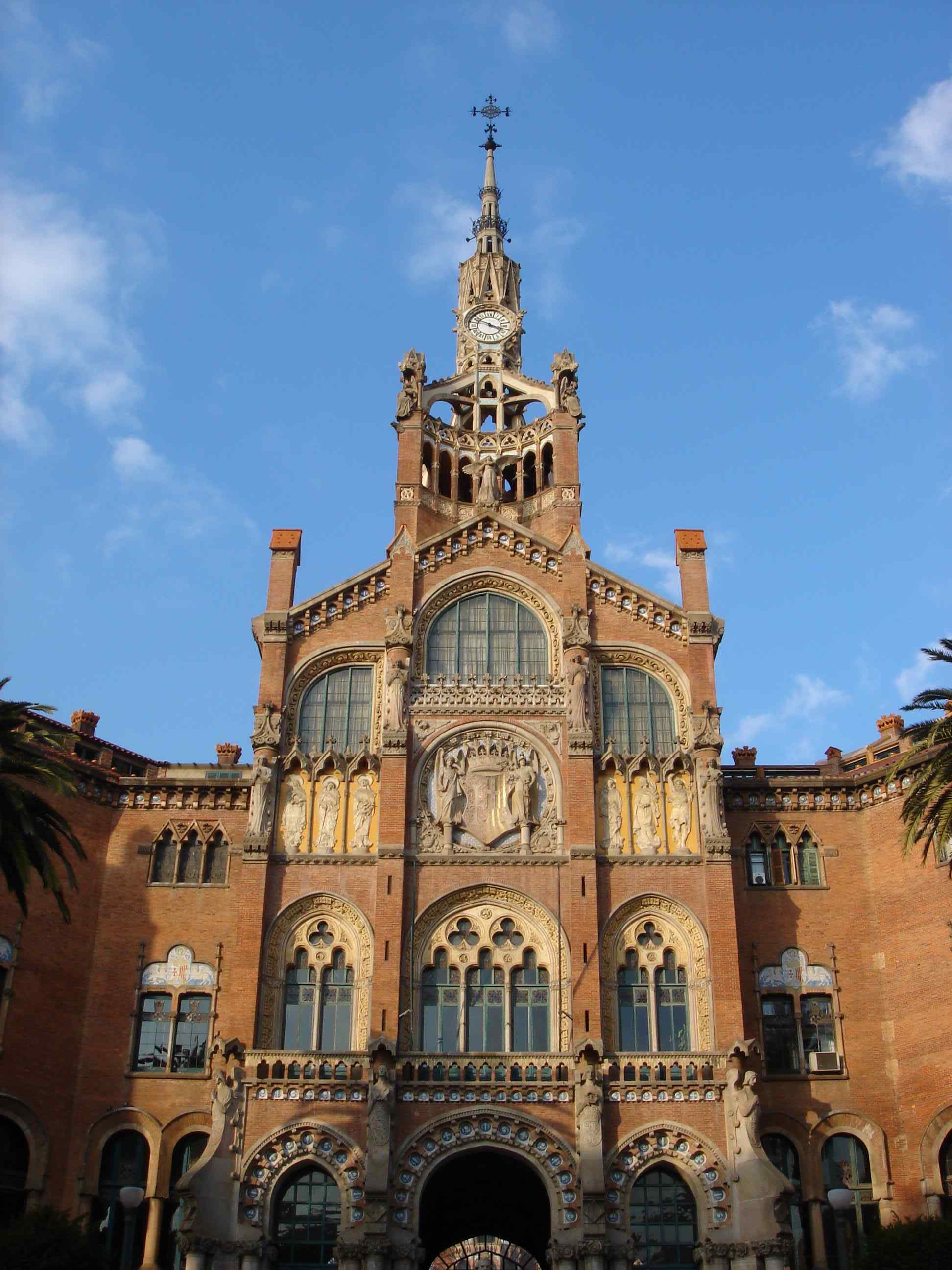
Hospital de Sant Pau, pavelló d'entrada

En aquesta obra l'arquitecte va aplicar solucions a l'estructura molt avançades, amb l'ús dels nous perfils laminats, una estructura central metàl·lica estabilitzada pel sistema de contraforts i voltes perimetrals d'inspiració gòtica i amb l'aplicació de grans murs de vidre.
El control de l'espai interior i la llum mitjançant el joc de doble façana, així com la unitat estilística de totes les arts aplicades: escultura, mosaic, vitrall i forja, fan que aquest edifici sigui l'exemple-resum de l'obra de Domènech.

#### L'Hospital de Sant Pau
El projecte d'hospital neix influït per la incipient preocupació de les condicions sanitàries de les grans ciutats. Domènech estudia diferents solucions que s'estaven aplicant a Europa (Hospital Lariboisière a París, St.Thomas a Londres, Brugmann a Laeken (Bèlgica) i l'hospital militar de Toul), i finalment plantejà un programa higienico-arquitectònic basat en pavellons aïllats enllaçats entre si per una galeria subterrània, una solució absolutament innovadora. La combinació de la volta catalana i d'estructures en ferro com les que havia fet servir al restaurant i al Palau, aconsegueixen unes sales diàfanes de grans dimensions. L'ús de la ceràmica, a més de la funció decorativa que tan bé dominava Domènech, en aquest cas està plenament justificada per raons d'higiene. La sobrietat del maó típic a la seva obra, es combina amb la calidesa de la pedra de Montjuïc, com va fer al Palau de la Música, amb escultures de Pau Gargallo i Francesc Madurell i Torres.
La distribució dels pavellons de l'hospital es va fer en direcció contrària a l'alineament del carrer com a enfrontament al Pla Cerdà, ja que Domènech i Montaner el detestava fins al punt d'assegurar que l'amplada dels carrers produiria uns corrents d'aire que impedirien una vida confortable.

## Família
El 1875 es va casar amb Maria Roura i Carnesoltes, nascuda a Barcelona el 1850, però de família de Canet de Mar pertanyent a la burgesia marítima, i amb qui va tenir vuit fills. Un dels seus fills, Pere Domènech i Roura, batejat pel seu amic Jacint Verdaguer, va ser deixeble seu i continuador d'algunes de les seves obres. La seva filla Dolors es va casar amb el seu col·laborador Francesc Guàrdia i Vial

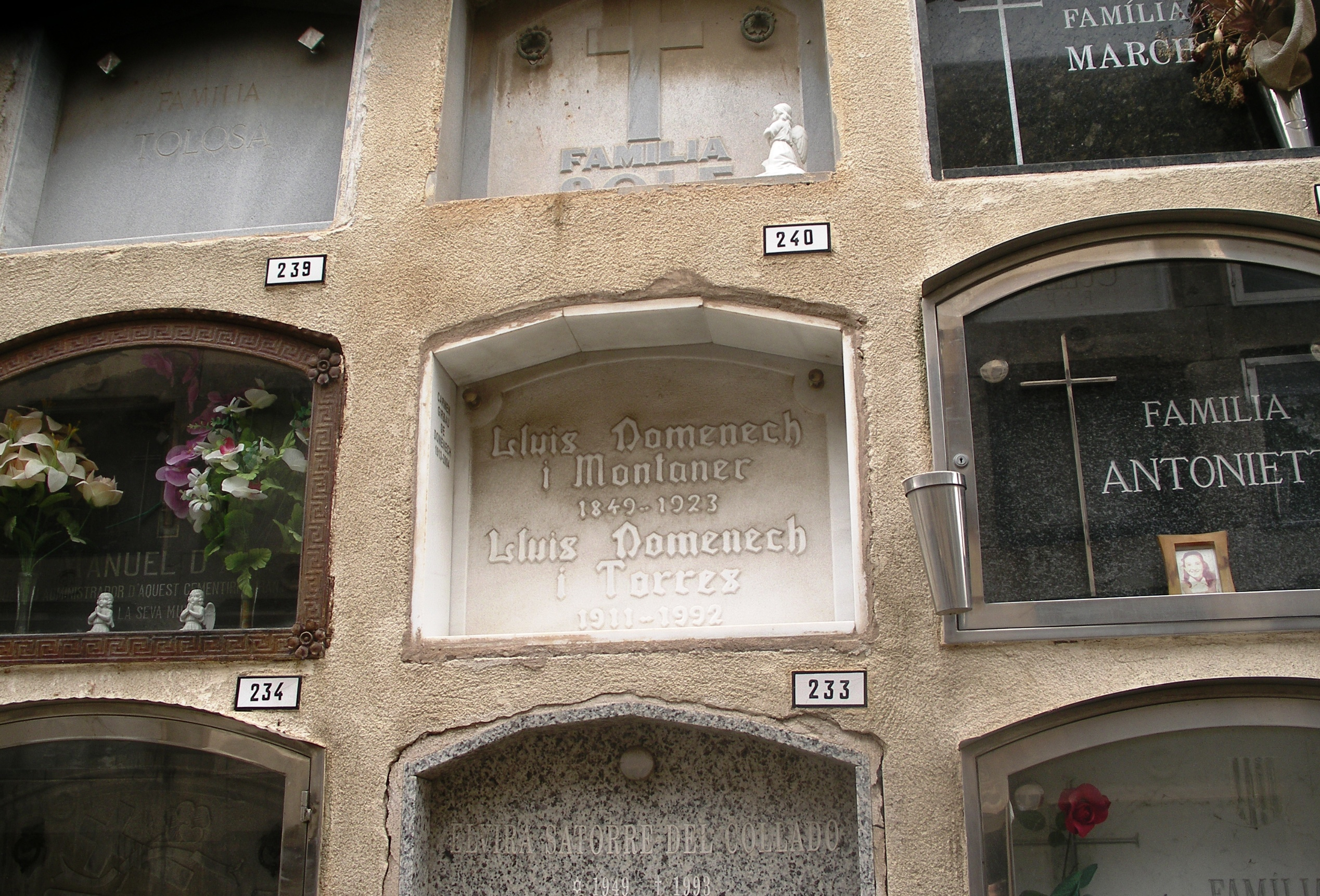
Nínxol de l'arquitecte al Cementiri de Sant Gervasi (Barcelona)

Domènech i Montaner va morir a Barcelona l'any 1923 als 73 anys d'un càncer d'estómac del qual havia estat operat pel Dr. Ribas i Ribas. A causa d'aquesta malaltia, vivia retirat a la casa de Canet de Mar, allunyat de la vida política i delegant el encàrrecs d'arquitecta al seu fill Pere i el seu gendre Francesc Guàrdia i Vial. Dedicà els seus darrers anys a completar manuscrits sobre història de Catalunya i heràldica catalana, així com a tenir cura de la seva esposa, que patia demència senil que li va acabar provocant una paràlisi.
Si bé la darrera voluntat de l'arquitecte fou que l'enterressin al panteó que tenia a Canet de Mar (on ja hi havia sa dona i son fill Lluís), la situació política va forçar que fos enterrat en un nínxol del cementiri de Sant Gervasi (Barcelona): el 240 del mur perimetral. En 2013, l'Ajuntament de Canet va iniciar els tràmits per traslladar les restes de l'arquitecte al panteó familiar del cementiri de Canet.

## Obres

### Badalona
| Any  | Nom         | Ubicació                    | Descripció | Estat    | Foto            |
| ---- | ----------- | --------------------------- | --- | -------- | --------------- |
| 1893 | Casa Agustí | Plaça de Pep Ventura, 33-35 | Obra menor feta per a l'enginyer Eduard Agustí i Saladrigas. El projecte és datat de 1893 si bé l'any 1898 Domènech i Montaner va fer-ne una ampliació. Ha tingut diversos usos comercials. | Correcte | Panteó de Clavé |

### Barcelona
| Any       | Nom                                                                         | Ubicació                                 | Descripció | Estat                                                   | Foto                                        |
| --------- | --------------------------------------------------------------------------- | ---------------------------------------- | --- | ------------------------------------------------------- | ------------------------------------------- |
| 1874      | Panteó de Josep Anselm Clavé (col·laboració)                                | Cementiri de Poble Nou, panteó 65        | Projectat per Josep Vilaseca i encarregat per subscripció popular, Domènech dissenyà la reixa que envolta el monument. | Correcte                                                | Panteó de Clavé                             |
| 1878      | Torre Simon                                                                 | carrer Mare de Déu de la Salut (Gràcia)  | La primera obra construïda per l'arquitecte com a casa d'estiueig de Francesc Simon i Font. | Molt modificada i ampliada, avui és l'escola Cormar.    |                                             |
| 1885      | Edifici Montaner i Simon                                                    | carrer Aragó                             | La seva primera obra del període modernista per encàrrec del seu oncle Ramon de Montaner i Vila. La façana combina la utilització dels maons amb ferro de clara orientació germànica. Actualment s'hi ubica la Fundació Tàpies. | Correcte                                                | Edifici Montaner i Simon                    |
| 1888      | Hotel Internacional (Dins de l'Exposició Universal de Barcelona)            | Pssg.Colom (actual Moll de la Fusta)     | Es va construir en un terreny guanyat al mar al nou passeig de Colom, davant l'edifici de la Capitania General. L'hotel, dissenyat per Domènech i Montaner, va ser construït en el temps rècord de 53 dies. Tenia planta i quatre pisos de 150 m per 35 m i ocupava un solar de 5.000 metres quadrats. Amb capacitat per 2.000 hostes en 600 habitacions i 30 apartaments per famílies nombroses, va ser concebut com a instal·lació temporal per acollir els visitants. | Va ser enderrocat després de l'acabament de l'Exposició | Hotel Internacional                         |
| 1888      | Café-restaurant de l'Exposició (Dins de l'Exposició Universal de Barcelona) | Parc de la Ciutadella                    | Conegut com el "Castell dels tres Dragons", és un edifici de referència doncs combina per primer cop el maó vist i el ferro laminat amb la decoració ceràmica. Posteriorment va ser reformat pel mateix Domènech per allotjar el Museu de la Història. Des de 1920 acull el Museu de Zoologia. | Correcte                                                | Café-restaurant de l'Exposició              |
| 1891      | Casa per a Maria Montaner                                                   | C/Balmes, 63                             | Edifici de quatre pisos, encarregat per la seva mare, de trets força clàssics amb esgrafiats decoratius. | Correcte                                                | Casa Maria Montaner                         |
| 1891-1896 | Palau Ramon Montaner                                                        | C/Mallorca, 278                          | Projectada per Josep Domènech i Estapà per encàrrec de l'industrial Ramon Montaner (copropietari de l'editorial Montaner i Simon), un desacord va trencar el contracte i Domènech i Montaner, nebot del propietari, la va finalitzar. La planta quadrada, la simetria i el jardí que l'envolta, li donen un aire renaixentista. La façana està decorada, al seu pis superior, amb ceràmiques amb al·legories a la impremta, al llibre i a l'art. De l'interior destaca l'escala noble amb una lluerna amb vitrall de temes florals. | Correcte                                                | Palau Ramon Montaner                        |
| 1896      | Farmàcia 1896                                                               | C/València 278                           | Farmàcia oberta (encara en funcionament) als 37 anys per farmacèutic Joan Duran i España, redactor del diari la Reinaxença i activista catalanista. Lluís Domènech i Montaner va dissenyar l'interior optant per un modernisme amb influència d'art neogòtic. El treball de fusta va ser fet pels germans Viladevall, treball que mereix una menció especial a l'àlbum de Fusteria Artística de principis del segle XX |                                                         |                                             |
| 1898      | Casa Thomas                                                                 | C/Mallorca, 293                          | Projectada per encàrrec de l'industrial Josep Thomas i Bigas, l'edifici presenta una façana amb signes neogòtics. Originàriament l'edifici constava de planta dedicada a taller de litografia i primer pis, on tenia l'habitatge el propietari. L'any 1912 l'edifici va ser ampliat amb tres plantes més per Francesc Guàrdia i Vial. | Correcte                                                | Casa Thomas                                 |
| 1902      | Casa Lleó Morera                                                            | Pssg. de Gràcia, 35                      | Reforma de l'antiga casa Rocamora de l'any 1864. Conté una ornamentació molt rica, obra dels artistes: Lluís Bru en els mosaics, Antoni Serra i Fiter en la ceràmica, Antoni Rigalt i Blanch en els vitralls, Gaspar Homar i Josep Pey els mobles i fusteria i Eusebi Arnau les escultures. Entre tots construïren una decoració exuberant, amb un extens programa de mosaic romà, vitralls i fusteria on cada paret i cada finestra presenta un disseny figuratiu propi. Destaca el tractament i l'equilibri dels elements de la façana. | Correcte                                                | Casa Lleó Morera                            |
| 1902      | Fonda Espanya                                                               | C/Sant Pau, 9                            | Reforma de la planta baixa d'un edifici de meitat del segle xix. Destaca la decoració del menjador amb arrambadors ceràmics i d'ebenisteria i esgrafiats amb motius marins a la part alta; el bar ha sofert transformacions posteriors, si bé destaca la llar de foc, obra d'Eusebi Arnau feta d'alabastre. | Correcte                                                | Fonda Espanya                               |
| 1902      | Reforma a la Casa de l'Ardiaca                                              | C/Santa Llúcia, 1                        | Quan la casa medieval és ocupada pel Col·legi d'Advocats de Barcelona, encarreguen a Domènech la decoració de la casa, actualment seu de l'Arxiu Històric de la Ciutat de Barcelona. Destaca la bústia modernista de la porta. | Correcte                                                | Casa de l'Ardiaca                           |
| 1902      | Casa Lamadrid                                                               | C/Girona, 113                            | La façana, plana i estreta, amb gran riquesa ornamental pròpia d'una obra de Domènech. Destaquen els balcons de la primera planta, amb llosa de planta quasi semicircular, les baranes metàl·liques de la resta d'obertures i els elements ornamentals i ceràmics en els paraments plans. Les franges horitzontals de diferent color de la resta dels paraments ajuden a compensar la verticalitat del conjunt, que s'acaba amb una barana de terrat i un element central (en el qual figura la data de construcció de l'edifici) de característiques goticitzants. | Correcte                                                | Casa Lamadrid                               |
| 1905-1908 | Palau de la Música Catalana                                                 | C/Sant Pere més Alt, 11-13               | Auditori encarregat per l'Orfeó Català, és considerat la màxima expressió del modernisme català. Des de 1997 és Patrimoni de la Humanitat | Molt bé                                                 | Palau de la Música Catalana                 |
| 1905-1930 | Hospital de Sant Pau                                                        | C/Sant Antoni Maria Claret, 167          | Projecte de 1901 per instal·lar en un solar equivalent a nou illes de l'Eixample, un seguit de pavellons aïllats, envoltats de jardins i units per soterranis. Les obres s'iniciaren el 1905, i el 1911 s'inaugurava un primer grup de construccions que suposen la síntesi del corrent domenequià del modernisme, amb una gran riquesa d'elements ornamentals de pedra, ferro i ceràmica. El fill de Domènech, Pere Domènech i Roura, fou el responsable, a partir del 1914, de la continuació de les obres, amb dissenys més simples i les coordenades d'eclecticisme. El 1930 es traslladaren tots els serveis del vell hospital de la Santa Creu del Raval. Des de 1997 és Patrimoni de la Humanitat. | Molt bé                                                 | Hospital de Sant Pau · Hospital de Sant Pau |
| 1911      | Casa Fuster                                                                 | Pssg. de Gràcia, 132 Jardinets de Gràcia | Es tracta d'una construcció estructurada en tres façanes de marbre blanc i una solució de la cantonada principal, amb un cos cilíndric que forma tribunes, típica de Domènech. L'edifici obeeix a formes més racionalistes encara amb algun tret historicista, emprant vidre, marbre, pissarra..., i està rematat per unes curioses golfes d'aire francès molt poc habituals en l'arquitectura modernista catalana. En el seu moment va ser considerat l'edifici més car de Barcelona a causa dels materials emprats. Actualment és un hotel. | Molt bé                                                 | Casa Fuster                                 |

### Canet de Mar
| Any       | Nom                                     | Ubicació                          | Descripció | Estat        | Foto                         |
| --------- | --------------------------------------- | --------------------------------- | --- | ------------ | ---------------------------- |
| 1883      | Teatre Principal                        | Ample, 6                          | L'any 1883 Maria Pujadas va encarregar a Lluís Domènech i Montaner la reforma d'una sala de ball de la població per convertir-la en teatre. Per inaugurar la sala el 20 d'octubre, Domènech va fer venir els seus amics de la Renaixensa i van estrenar l'obra Judith de Welp d'Àngel Guimerà. | Desaparegut  |                              |
| 1884-1885 | Ateneu de Canet de Mar                  | Riera Sant Domènec, 1A            | L'edifici, aixecat sobre una casa antiga ha estat la seu de diverses associacions culturals i polítiques de la població. Edifici de línies moderades amb baranes de ferro forjat, abundants esgrafiats de color vermellós i una gran rosassa amb vitralls al centre. Destaca el xamfrà amb la cúpula i el parallamps del drac de forja. Actualment l'ocupa la biblioteca pública de Canet. | Molt bé      | Ateneu de Canet de Mar       |
| 1881-1912 | Reformes al Castell de Santa Florentina | Riera del Pinar s/n               | És un castell, possiblement d'origen romà, quan devia ser un centre de producció agrícola. Al segle xi es va convertir en masia fortificada, al XVI la casa forta s'amplià amb més elements de defensa. A finals del segle xix, Ramon Montaner i Vila, oncle de Domènech, va voler adaptar l'edifici als gustos de l'època. L'arquitecte va donar un aire medieval al castell amb la introducció de peces del monestir del Tallat. També va construir la cripta on va ser enterrada Florentina Malató, esposa de Ramon Montaner, morta el 1900. Està catalogat com a BCIN des de 1949. Avui és residència particular.                                                               | Molt bé      | Castell de Santa Florentina  |
| 1892      | Casa Roura Ca la Bianga                 | Riera Sant Domènec, 1             | Encarregat l'any 1889 com a residència per Jacint de Capmany i Paquita Roura, cunyats de l'arquitecte poc després de l'Exposició Universal. La casa destaca per ser, juntament amb el Castell dels Tres Dragons, els primers edificis on deixa a la vista el maó, el ferro i ho completa amb ceràmica. Els materials emprats provenien del taller d'artesans que Domènech va establir en el Castell dels Tres Dragons fins a l'any 1891. Actualment l'ocupa un restaurant. | Molt bé      | Casa Roura                   |
| 1902      | Creu de Pedracastell                    | Camí de la Creu                   | El 1901 el papa Lleó XIII va demanar que els pobles aixequessin creus per commemorar el nou segle. El 1902 es va aixecar una creu dissenyada per Lluís Domènech i Montaner i promoguda per Marià Serra. Va caure el 1926 a causa d'una forta ventada i es va aixecar una còpia feta per Pere Domènech. Durant la guerra va ser destruïda. La creu actual és del 1954. | Desapareguda |                              |
| 1905      | Reforma Masia Rocosa                    | Xamfrà rieres Gavarra i Buscarons | L'habitatge és originari dels segles xvi-xvii i Domènech el feia servir d'estudi. Just davant seu hi ha la Casa Domènech i Montaner, formant entre les dues una combinació d'elements tradicionals i modernistes. Forma part de la Casa Museu Domènech i Montaner. | Molt bé      | Reforma Masia Rocosa         |
| 1910      | Panteó Domènech i Montaner              | Cementiri municipal               | Encarregat a Domènech per Ricard de Capmany i Júlia Montaner. A partir de 1915 fou cedit a Domènech i Montaner per enterrar-hi el seu fill petit, Ricard Domènech (1892-1915). Si bé Lluís Domènech deixà dit que també volia ser enterrat, a la seva mort —el 1923 en plena dictadura de Primo de Rivera— els familiars decidiren que reposés en un nínxol al cementiri de Sant Gervasi de Barcelona. Actualment en el panteó de Canet hi descansa, a banda dels seus fills Ricard Domènech i Pere Domènech, la seva esposa Maria Roura. Del panteó, d'una sobrietat pràcticament racionalista, en destaca l'escultura de Josep Llimona si bé va estar malmesa durant la guerra.   | Correcte     | Panteó Domènech i Montaner   |
| 1912      | Panteó Família Font-Montaner            | Cementiri municipal               | Si bé molts autors l'atribueixen al seu fill Pere Domènech i Roura, al fons documental de Lluís Domènech i Montaner apareix el projecte com una obra de Lluís Domènech. Es tracta d'una construcció flanquejada per quatre escultures molt esquemàtiques que representen els quatre evangelistes: Joan, Marc, Lluc i Mateu, obra de l'escultor Pau Gargallo. Aquest cos central està coronat per una cúpula recoberta de ceràmica decorativa amb predominança dels colors blancs i grocs. Els mosaics dibuixen motius vegetals i florals i la cúpula està suportada per una base octogonal, de la que surten unes columnes que deixen entre si espais per la il·luminació interior. | Correcte     | Panteó Família Font-Montaner |
| 1918      | Casa Domènech i Montaner                | Xamfrà rieres Gavarra i Buscarons | Domènech i Montaner va aprofitar una casa vella per construir aquest edifici, entre 1918 i 1920. Exteriorment hi ha una barreja d'estils, ja que s'alternen elements medievals amb d'altres de més moderns. Considerada com la darrera obra modernista de Lluís Domènech i Montaner, actualment és la Casa museu Domènech i Montaner. | Molt bé      | Casa Domènech i Montaner     |

### Comillas,Cantàbria
| Any       | Nom                             | Ubicació                       | Descripció | Estat    | Foto                               |
| --------- | ------------------------------- | ------------------------------ | --- | -------- | ---------------------------------- |
| 1883-1892 | Universidad Pontifícia          |                                | Obra finançada per Antonio López y López, primer marquès de Comillas, és un edifici d'estil eclèctic de Joan Martorell fet per al col·legi-seminari de la companyia de Jesús, en la que Domènech i Montaner s'encarregà de la decoració amb una clara orientació modernista al paranimf, església pública, vestíbul, escala, porta de bronze, mosaics i artesonats, trencant amb la severitat de l'edifici original. Antoni Maria Gallissà va col·laborar amb ell en els models de rajoles de revestiment dels murs de l'església. La porta d'entrada va estar dissenyada per Eusebi Arnau i fosa als tallers Masriera i Campins de Barcelona. | Correcte | Universitat Pontifícia de Comillas |
| 1889      | Font dels "Tres caños"          | Plaza de Joaquín del Piélago   | Les tres sortides d'aigua es troben al voltant d'una columna central ornamentada amb cartel·les amb texts d'agraïment, motius vegetals amb reminiscències gòtiques, pilars rematats amb figures; sanefes florals i àngels. Destaca el dofí enroscat com un tema aquàtic central. | Correcte | Font dels "Tres caños"             |
| 1890      | Monument al Marquès de Comillas | Jardín del Marqués de Comillas | L'ascens econòmic i social de l'indià i navilier Antonio Lopez i Lopez havia estat imparable des que va tornar de Cuba i esteblir els seus negocis a Barcelona. L'any 1878 el rei Alfons XII li concedí el títol de marquès de la seva vila natal (Comillas), com a reconeixement al suport econòmic i material prestat en la lluita contra la insurrecció cubana. A partir d'aquest moment la vila de Comillas es va personalitzar en la figura del marquès i s'hi va aixecar un monument a la seva memòria. Es va realitzar al prat d'Ángel Pérez, amic de López, que l'havia regalat al poble perquè acollís al monument i fou sufragat pel municipi. Inicialment s'encarregà el monument a Cristobal Cascante però al final fou Domènech i Montaner qui l'executà, respectant part del projecte original. El monument s'erigeix amb un original pedestal en forma de proa de vaixell i la columna sobre la qual s'aixeca l'estàtua del marquès. Hi abunden els temes marítims i destacaven les estàtues de bronze, amb les al·legories de les Antilles i Filipines. Aquestes peces foren manllevades, juntament amb l'estàtua de marquès durant la guerra civil. | Correcte |                                    |
| 1893      | Cementiri de Comillas           |                                | Es tracta d'un encàrrec d'Antonio López y López, primer marquès de Comillas. Es va construir sobre les restes d'una antiga església del segle xv, de la que es van aprofitar algunes estructures i arcs. El panteó de la família Piélago és disseny de Domènech amb escultura de Josep Llimona, de qui també és l'espectacular escultura de l'àngel exterminador. | Correcte | Cementiri de Comillas              |

### l'Espluga de Francolí
| Any  | Nom               | Ubicació | Descripció | Estat    | Foto              |
| ---- | ----------------- | -------- | --- | -------- | ----------------- |
| 1913 | Celler Cooperatiu |          | Dissenyat per Domènech i Montaner, va ser acabat pel seu fill, Pere Domènech i Roura. Consta de tres naus i té una bella decoració exterior. L'interior s'ha transformat sense perdre cap dels elements arquitectònics: els contraforts, les columnes i les arcades de l'interior. | Correcte | Celler Cooperatiu |

### Esplugues de Llobregat
| Any       | Nom                 | Ubicació         | Descripció | Estat    | Foto                |
| --------- | ------------------- | ---------------- | --- | -------- | ------------------- |
| 1915-1920 | Monestir de Montsió | C/ Església, 101 | Reforma d'una masia de 1516 segons projecte inicial d'Antoni Maria Gallissà. Les obres encarregades cap al 1915 per Josep Pujol i Colom, fill de Josep Pujol i Baucis, varen consistir a canviar la coberta, afegir noves obertures i detalls decoratius de maó vist a la façana principal, i un cos central a la part posterior de l'edifici, que és el més interessant del conjunt. Posteriorment la casa es va vendre a la comunitat de monges dominiques claustrades de Santa Maria de Montsió. | Correcte | Monestir de Montsió |

### Olot
| Any  | Nom               | Ubicació              | Descripció | Estat    | Foto              |
| ---- | ----------------- | --------------------- | --- | -------- | ----------------- |
| 1893 | Casa Solà Morales | Pssg. d'en Blay 38-40 | És l'exemple modernista més bonic de la ciutat, destaca la galeria superior i les seves dotze columnes decorades, així com la rajola de València de la barbacana. A més, la façana està adornada amb motius vegetals. A la planta baixa destaquen les dues magnífiques cariàtides, que són obra de l'escultor Eusebi Arnau i Mascort. | Correcte | Casa Solà Morales |

### Palma
| Any  | Nom         | Ubicació       | Descripció | Estat    | Foto        |
| ---- | ----------- | -------------- | --- | -------- | ----------- |
| 1903 | Grand Hotel | Pça. Weyler, 3 | És una de les seves primeres obres totalment modernista i li servirà de pauta per a altres de posteriors com la casa Navàs o la casa Lleó Morera amb la qual guarda molta similitud. Els motius ornamentals, però, són encara discrets, amb finestres quadrades i balcons protegits amb baranes de ferro forjat. El vèrtex de la cantonada li permet ubicar tribunes. Actualment és la seu de la Caixa. | Correcte | Grand Hotel |

### Reus
| Any  | Nom                | Ubicació                         | Descripció | Estat    | Foto               |
| ---- | ------------------ | -------------------------------- | --- | -------- | ------------------ |
| 1900 | Casa Rull          | C/ Sant Joan 27                  | Al pis superior, és interessant el treball ornamental, amb les finestres d'inspiració gòtica, l'escut del propietari —Pere Rull (PR)— i els merlets que coronen l'edifici. Actualment és la seu de l'Institut Municipal d'Acció Cultural.               | Correcte | Casa Rull          |
| 1901 | Casa Navàs         | Pça. Mercadal, 5                 | Dissenyada i decorada com un conjunt continu que desenvolupa un discurs comunicatiu fet a mida per al seu propietari. El treball dels artesans és dels més complets de l'obra de Domènech.                                                              | Molt bé  | Casa Navàs         |
| 1911 | Casa Gasull        | C/ Sant Joan 29                  | Les idees noucentistes de sobrietat i puresa de línies s'observen en les simplificacions de les pilastres, balustres i capitells. Aquest canvi de llenguatge ha estat identificat com una possible participació del seu fill en el disseny de l'obra.   | Correcte | Casa Gasull        |
| 1912 | Institut Pere Mata | Ctra. de l'Institut Pere Mata, 1 | Hospital psiquiàtric que actualment encara manté la funció original. El caràcter tècnic del projecte s'adapta a una distribució urbana dels edificis en espais independents. Hi ha una interessant barreja de materials: pedra, maó, ceràmica i mosaic. | Molt bé  | Institut Pere Mata |

### Tarragona
| Any  | Nom                 | Ubicació                               | Descripció | Estat | Foto                |
| ---- | ------------------- | -------------------------------------- | --- | ----- | ------------------- |
| 1906 | Mausoleu de Jaume I | Ajuntament de Tarragona Pça.Ajuntament | Encarregat per la Comissió de Monuments de Tarragona el 1906 per allotjar les despulles de Jaume I, no va ser acabat en vida de Lluís Domènech i ho va finalitzar el seu fill, Pere Domènech. Aquest retard i els canvis de criteri respecte a les despulles de Jaume I van fer que el mausoleu no s'ubiqués en aquest lloc fins a 1992. Mai no ha contingut les restes de Jaume I. | Bo    | Mausoleu de Jaume I |

## Altres obres
- A Barcelona:
  - Casa Maria Montaner, a la ronda Universitat 4, era un edifici propietat de la seva mare que l'arquitecte va reformar. Actualment desaparegut.
  - Casa d'habitatges al carrer Trafalgar 54, que ha estat molt reformat.
- Tona (Osona)
  - Balneari Roqueta de la localitat de Tona (Osona), aixecat entre el 1885 i el 1890 per indicació del seu oncle Ramon de Montaner i Vila, Francesc Simon i Font i el tonenc Josep Roqueta i Bres. El balneari va funcionar fins al 1966 i fou enderrocat el 1974.[64]
- A Canet de Mar (Maresme):
  - Nau industrial Jover, Serra i Cia (1899-1900) parcialment desapareguda
  - Edifici Vapor i magatzem de la fàbrica Jover, Serra i Cia (1910)
  - Panteó inacabat de la família Montaner-Malató (1899)
  - Creu de Terme de l'Aubó (1908) parcialment desapareguda

- A Santander:
  - Panteó del Marquès de Satrústegui